# Župnija Kokrica
Župnija Kokrica je rimskokatoliška teritorialna župnija Dekanije Kranj Nadškofije Ljubljana.

## Sakralni objekti
- Cerkev sv. Lovrenca, Kokrica (župnijska cerkev)